# Sarah Blaffer Hrdy
Sarah Blaffer Hrdy (Dallas, 11 de julho de 1946) é uma antropóloga estadunidense, autora de importante contribuições para a psicologia evolutiva e sociobiologia.
É professora emérita de antropologia na Universidade da Califórnia, em Davis, e foi eleita para a Academia Nacional de Ciências e para a Academia Americana de Artes e Ciências.
Sarah é autora de três livros, incluindo "A Mulher que Nunca Evoluiu" e "Mãe Natureza".
A autora fez revelações desconcertantes sobre maternidade e, para muitos, revolucionou o conceito evolucionista, a muito, dominado por ideias machistas.